# Zatrephes krugeri
Zatrephes krugeri är en fjärilsart som beskrevs av Gottfried Christian Reich 1934. Zatrephes krugeri ingår i släktet Zatrephes och familjen björnspinnare. Inga underarter finns listade i Catalogue of Life.